# Giovanna di Dammartin
Giovanna di Dammartin, o Giovanna d'Aumale. Jeanne in francese, Juana in spagnolo e asturiano, Joana in galiziano, in portoghese, in catalano e in basco, Chuana in aragonese, Joan in inglese e Johanna in tedesco e in fiammingo (1220 – Abbeville, 16 marzo 1279), fu regina consorte di Castiglia e León dal 1237 al 1252, contessa di Aumale dal 1239, e contessa di Ponthieu dal 1250 alla sua morte.

## Origine
Giovanna secondo la cronaca di Alberico delle Tre Fontane, era la figlia primogenita del conte di Aumale e di Ponthieu, Simone di Dammartin e di Maria, contessa di Ponthieu, come riporta il Roderici Toletani Archiepiscopi De Rebus Hispaniæ (Mariam…mater Joannæ Reginæ Castellæ et Legionis).

Secondo il documento n° CCXVII delle Chartes de l'Abbaye de Jumièges (v. 825 à 1204), tomus II, Simone era figlio del conte di Dammartin e signore di Lillebonne, Alberico II di Dammartin e della moglie, Matilde di Clermont, che era figlia di Rinaldo di Clermont (?-1162) e della seconda moglie Clemenza di Bar.

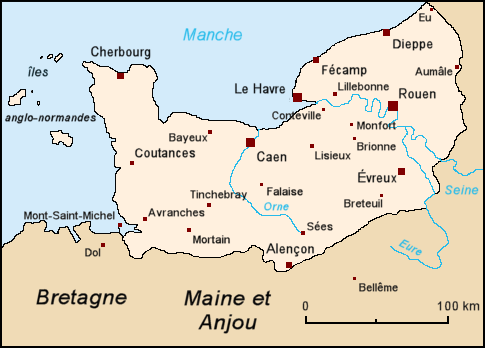
Aumale su una carta geografica della Normandia storica.

Blasone dei conti di Aumale.

Blasone di Giovanna, regina di Castiglia

Blasone della famiglia Dammartin

Blasone dei conti di Ponthieu

## Biografia
Giovanna, nel 1237, sposò, a Burgos, il re di Castiglia e León, Ferdinando III (comes de Pontivo Symon...unam duxit rex Castelle de Hispanie Fernandus),, che, secondo la cronaca di Alberico delle Tre Fontane, era figlio del re di León Alfonso IX, e della seconda moglie, Berenguela I o Berengaria I, che fu Regina di Castiglia (Berengaria qui regi Legionensi id est regi Galicie peperita Fernandum successorem regis parvi in Castella et Toledo), che, ancora secondo la cronaca di Alberico delle Tre Fontane, era la figlia primogenita del re di Castiglia, Alfonso VIII e di Eleonora Plantageneta.
In quello stesso anno, nel mese di agosto, i genitori di Giovanna, secondo il documento n° CXXII del Cartulaire du comté de Ponthieusu, su richiesta della figlia (primogenite nostre J. Dei gratia regine Yspanie et Castelle), fecero una donazione annuale perpetua di quattromila aringhe (quatuor millaria alectium recipiendorum annuatim) ad un monastero di suore castigliano.

In quello stesso anno, il 31 ottobre, il Re di Francia, Luigi IX, secondo il documento n° CXXV del Cartulaire du comté de Ponthieu, confermava ai discendenti di Giovanna e Ferdinando III, la successione delle contee francesi.
Alla morte del padre, Simone nel 1239, come riporta la Chronica Albrici Monachi Trium Fontium, Giovanna ereditò il titolo di contessa di Aumale, che dopo la morte del marito, Ferdinando III, il 30 maggio del 1252, passò al figlio primogenito, Ferdinando di Castiglia (1239 – 1264).
Sua madre, Maria, morì il 21 settembre 1250 e Giovanna le succedette, divenendo Contessa di Ponthieu.
Suo marito, Ferdinando III, morì il 30 maggio 1252 e, secondo Szabolcs de Vajay storico ungherese specializzato in genealogia, dopo la morte del marito, Giovanna ritornò in Francia, nel suo feudo di Ponthieu.

Nel 1255, secondo il documento n° CLX del Cartulaire du comté de Ponthieu, Giovanna fece una donazione in suffragio del marito (bone memorie illustris regis Castelle et Legionis quondam mariti nostri).
Nel 1259, alla morte della cugina prima, Matilde, contessa di Boulogne, ed essendo la contea senza eredi diretti, Giovanna ed il figlio Ferdinando avanzarono delle pretese alla contea, ma il Parlamento di Parigi si pronunciò, nel 1262, a favore di un altro pretendente, Adelaide di Brabante, vedova di Guglielmo X di Clermont, conte d'Alvernia.
Tra il 1260 ed il 1261, Giovanna si sposò, per la seconda volta, con Giovanni di Nesle Signore di Falvy et de La Hérelle, figlio di Rodolfo di Nesle Signore di Falvy e della moglie Alice di Roye.
Giovanna, come riporta il Florentii Wigorniensis monachi Chronicon ex chronicis morì nel marzo del 1279 (Regina The queens Hispaniae, domina Pontivi, mater Alienorae, reginae Angliae, vitae terminum fecit), ad Abbeville, nella sua contea di Ponthieu e fu sepolta nel monastero di Valoires. 

## Figli
Ferdinando e Giovanna ebbero cinque figli:
- Ferdinando (1238 – Francia, 1264), dal 1239, che fece una donazione in suffragio del padre unitamente alla madre, Giovanna (Fernandi dilecti filii nostri primogeniti)[13] e alla morte del nonno, Simone di Dammartin, era divenuto Conte di Aumale, assieme alla madre e Barone di Montgomery e di Noyelles-sur-Mer e, nel 1256, sposò la signora d'Épernon, Laura di Montfort (?-ca. 1270);
- Eleonora (1241 – 1290), contessa di Ponthieu, sposata, nel 1254, col conte di Chester, Edoardo, il futuro re d'Inghilterra, Edoardo I, come riportato dagli Annales Londonienses[18];
- Luigi (1243 – 1279), signore di Marchena, che sposò Juana Gómez de Manzanedo, come riportato da Luis de Salazar y Castro, nel suo Historia Genealógica de la Casa de Lara, Vol. III[19];
- Simone (1244 – morto giovane), secondo lo storico Szabolcs de Vajay fu sepolto nel convento di San Domenico a Toledo;
- Giovanni (1245 – morto a pochi giorni dalla nascita), secondo lo storico Szabolcs de Vajay fu sepolto nella cattedrale di Cordova.

Giovanna a Giovanni di Nesle diede due figli:
- Guido di Nesle ( † 1300 circa), Signore di Falvy et de La Hérelle, che sposò Maria d'Adenarde, come riporta il

Gallia Christiana, Tome X;
- Giovanna di Nesle ( † 1280 circa), sposata con Guglielmo III di Bethune, signore di Locres e di Hébuterne, come conferma la Histoire généalogique de la maison de Béthune[22].

### Letteratura storiografica
- Rafael Altamira, La Spagna (1031-1248), in Storia del mondo medievale,  cap. XXI, vol. V, 1999, pp. 865–896